# Trompe le Monde
Trompe le Monde jest czwartym albumem studyjnym amerykańskiego rockowego zespołu alternatywnego Pixies, wydanym w 1991 roku w angielskiej niezależnej wytwórni płytowej 4AD w Wielkiej Brytanii oraz przez Elektra Records w Stanach Zjednoczonych. Po surf-popowym albumie Bossanova nowy album zwiastował powrót do szorstkiego brzmienia zespołu z początków jego twórczości.

## Lista utworów
Wszystkie utwory napisał Black Francis, oprócz „Head On”, który został napisany przez Jima i William Reid z kapeli The Jesus and Mary Chain.
1. „Trompe le Monde” – 1:48
2. „Planet of Sound” – 2:06
3. „Alec Eiffel” – 2:50
4. „The Sad Punk” – 3:00
5. „Head On” – 2:13
6. „U-Mass” – 3:01
7. „Palace of the Brine” – 1:34
8. „Letter to Memphis” – 2:39
9. „Bird Dream of the Olympus Mons” – 2:48
10. „Space (I Believe in)” – 4:18
11. „Subbacultcha” – 2:09
12. „Distance Equals Rate Times Time” – 1:24
13. „Lovely Day” – 2:05
14. „Motorway to Roswell” – 4:43
15. „The Navajo Know” – 2:20

## Twórcy
Pixies
- Black Francis – wokal, gitara
- Kim Deal – gitara basowa, chórki
- Joey Santiago – gitara prowadząca
- David Lovering – perkusja

Inni muzycy
- Eric Drew Feldman – instrumenty klawiszowe, pianino
- Jef Feldman – instrumenty perkusyjne